# Mount Butterworth
Mount Butterworth ist ein 1515 m hoher Berg mit vier Gipfeln auf einem Grat mit ostwestlicher Ausrichtung im ostantarktischen Mac-Robertson-Land. Er ragt 8 km südlich des Thomson-Massivs in der Aramis Range der Prince Charles Mountains auf.
Kartiert wurde er anhand von Luftaufnahmen, die 1956 und 1960 bei den Australian National Antarctic Research Expeditions entstanden. Das Antarctic Names Committee of Australia (ANCA) benannte ihn nach Geoffrey Butterworth, Funker auf der Wilkes-Station im Jahr 1963 und auf der Mawson-Station im Jahr 1966.